# Bajutsu

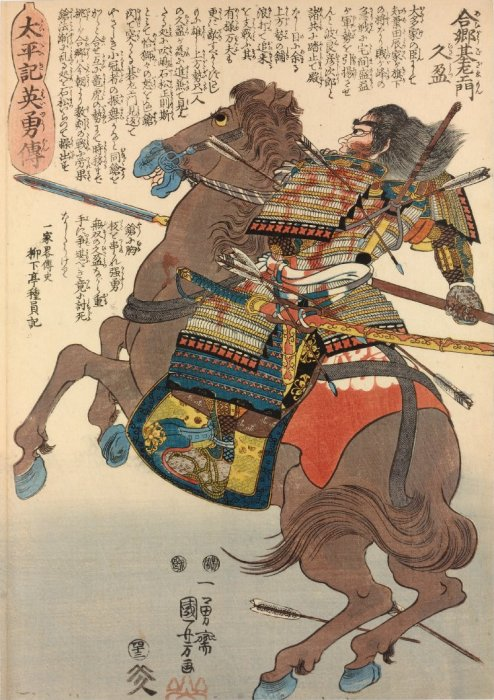
Guerrier japonais combattant à dos de cheval.

Le bajutsu (馬術) est l'art de la guerre à cheval ou art équestre. Cette discipline nécessite une grande complicité avec le cheval car il faut arriver à diriger sa monture sans les rênes.

## Origine du mot
- Ba (馬) : cheval, monture
- Jutsu (術) : art, technique

## Histoire
Le bajutsu existe depuis des siècles au Japon. Il fut notamment employé lors des batailles entre clans, bandits et autres ennemis. La cavalerie était présente dans le système de l'armée du Japon féodal.
Le bajutsu s'est plus ou moins perdu avec l'arrivée des armes à feu, la disparition de la caste des samouraïs et la création de véhicules à moteurs (chars, voitures, etc.).
Au XXIe siècle, le bajutsu est peu enseigné. Au Japon, il s'agit plus d'une cérémonie de représentation des anciennes batailles, lors de fête ou de spectacle, qu'un art martial. En Europe, surtout en France, il existe quelques rares clubs dispensant un enseignement de bajutsu. On peut citer le Yoseikan budo qui comporte un enseignement de bajutsu.
On retrouve un mélange de plusieurs disciplines dans le bajutsu :
- le kyujutsu (tir à l'arc), dont le yabusame ;
- le sōjutsu et le naginata-jutsu (lance et naginata) ;
- l'équitation ;
- le dressage des chevaux ;
- les techniques de combat au sol et à mains nues.

Toutes les races équines peuvent pratiquer cette discipline ; le cheval doit être franc, posé, sûr, respectueux et à l'écoute.